# Rafael Ramis Togores
Rafel Ramis Togores (Palma, 1893 - Palma, 1973) va ser un periodista mallorquí que treballà en els diaris La Almudaina i El Día.

## Biografia
Va néixer a Palma el 1893. A l'entorn de 1915 va ser ajudant de la secció de Ciències de l'Escola Normal de Magisteri. El 1923, fou membre fundador de l'Associació per la Cultura de Mallorca. Entre les dues guerres mundials participà com a observador en diversos congressos de minories nacionals en representació de Mallorca. En el mateix període també va ser president de la Unió Velocipèdica Balear i entrà en el Rottary Club. El febrer de 1936, formà part del comitè organitzador de la Comunitat Cultural Catalano-Balear. També signà el manifest de la Resposta al Missatge dels Catalans el juny del mateix any.
La carrera periodística de Ramis començà com a redactor de La Almudaina. També exercí de corresponsal a Mallorca de La Veu de Catalunya. El 1921 participà en la fundació del diari El Día, del qual també fou redactor. El 1958, se li concedí el premi Ciutat de Palma de Periodisme. Morí a Palma el 1973. Té un carrer dedicat a la ciutat.

## Publicacions
- Cladera Palmer, Mateu; Horrach Puig, Pedro Juan; Ramis Tugores, Rafel. Homenaje a la memoria de D. Miguel Porcel Riera. Palma: Talleres Gráficos de José Tous, 1950.
- Ramis Tugores, Rafael;.(1958). "Toponimia de la ciudad nueva" a Circular de la Cámara Oficial de la Propiedad Urbana de la Provincia de Baleares 37 (1958).
- Costa Ferrer, José; Heredero Clar, Eusebio; Ramis Togores, Rafel. Santiago Rusiñol en el recuerdo. Palma: Luis Ripoll, 1982.